# قائمة البعثات الدبلوماسية في الجبل الأسود

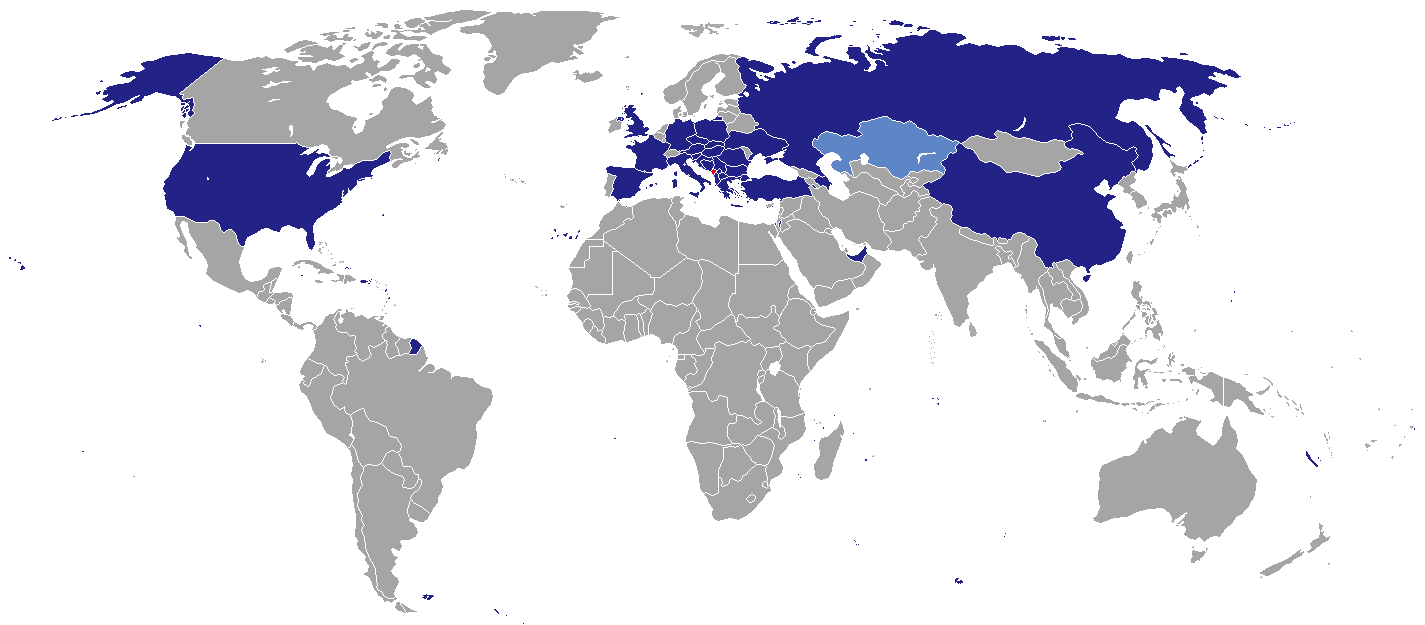
البعثات الدبلوماسية في الجبل الأسود

فيما يلي قائمة البعثات الدبلوماسية المقيمة في الجبل الأسود سواء في العاصمة بودغوريتسا أو في مدن أخرى في الجبل الأسود. حاليا، تستضيف عاصمة بودغوريتسا 29 سفارة. العديد من الدول الأخرى لديها سفراء معتمدون في الجبل الأسود، ومعظمهم يقيمون في بلغراد .

## السفارات
بودغوريتشا
| - ألبانيا - النمسا - أذربيجان - البوسنة والهرسك - بلغاريا - الصين - كرواتيا - جمهورية التشيك - فرنسا - ألمانيا - اليونان - المجر - إيطاليا - كوسوفو | - مقدونيا - فلسطين - بولندا - رومانيا - روسيا - صربيا - سلوفاكيا - سلوفينيا - مالطا - تركيا - أوكرانيا - الإمارات العربية المتحدة - المملكة المتحدة - الولايات المتحدة |

### بعثات أخرى
- European Union (وفد)

### القنصليات
- بلجيكا - قنصلية عامة في بودفا.
- كرواتيا - قنصلية عامة في كوتور.
- صربيا - قنصلية عامة في هرسك نوفي.

### سفارات غير مقيمة
جميعها في بلغراد ما لم يذكر خلاف ذلك :
| - الجزائر - أنغولا - الأرجنتين - أرمينيا (بوخارست) - أستراليا - أذربيجان - بنغلاديش (مدريد) - بيلاروس - بلجيكا - البرازيل - كندا (بوخارست) - كوستاريكا (فيينا) - كولومبيا (بودابست) - كوبا - قبرص - الدنمارك | - مصر (براغ) - إستونيا (بودابست) - فنلندا - جورجيا (بودابست) - غانا (روما) - Holy See (روما) - آيسلندا (برلين) - الهند (فيينا) - إندونيسيا - إيران - العراق - أيرلندا (بودابست) - إسرائيل - اليابان - الأردن (أثينا) | - كازاخستان (زغرب) - الكويت - لاتفيا (بودابست) - ليتوانيا (بودابست) - لوكسمبورغ (لوكسمبورغ) - مالطا (فاليتا) - المكسيك - مولدوفا (بوخارست) - المغرب - هولندا - كوريا الشمالية (صوفيا) - النرويج - نيوزيلندا (روما) - باكستان (بودابست) - بيرو (بوخارست) | - الفلبين (بودابست) - البرتغال - قطر - السعودية (تيرانا) - سلوفاكيا - جنوب إفريقيا (أثينا) - Republic of Korea - إسبانيا - السودان (بوخارست) - السويد - سويسرا - تايلاند (بودابست) - تونس - الأوروغواي (أثينا) - فنزويلا (صوفيا) - فيتنام (بوخارست) |